# Philipp Schuler
Philipp Schuler (2 giugno 1963) è un ex sciatore alpino svizzero.

## Biografia
Discesista puro originario di Erstfeld, Schuler debuttò in campo internazionale in occasione degli Europei juniores di Madonna di Campiglio 1980, dove vinse la medaglia di bronzo; in Coppa Europa nella stagione 1987-1988 si piazzò 3º nella classifica di specialità, mentre in Coppa del Mondo ottenne un unico piazzamento, il 10 dicembre 1988 in Val Gardena (14º). Non prese parte a rassegne olimpiche né ottenne piazzamenti ai Campionati mondiali.

## Palmarès

### Europei juniores
- 1 medaglia[1][2]:
  - 1 bronzo (discesa libera a Madonna di Campiglio 1980)

### Coppa del Mondo
- Miglior piazzamento in classifica generale: 96º nel 1989